# 탄부초등학교
탄부초등학교는 대한민국 충청북도 보은군 탄부면 덕동리에 있는 공립 초등학교이다.

## 학교 연혁
- 1935년 7월 3일 탄부공립보통학교 개교
- 1938년 4월 1일 탄부공립심상소학교 개칭
- 1941년 4월 1일 탄부공립국민학교 개칭
- 1958년 4월 1일 사직분교장 독립 인가
- 1962년 6월 6일 보덕분교장 설립
- 1964년 4월 1일 보덕분교장 독립 인가
- 1985년 9월 10일 병설유치원 개원
- 1996년 3월 1일 탄부초등학교 개칭
- 1998년 3월 1일 사직분교장 편입
- 1999년 3월 1일 보덕초등학교 통폐합
- 2002년 3월 1일 사직분교장 통폐합
- 2004년 10월 22일 과학실 현대화 및 도서실 리모델링
- 2008년 4월 1일 제24대 손경호 교장 부임
- 2009년 1월 31일 영어전용교실 리모델링
- 2009년 2월 19일 제69회 졸업식(8명) 졸업생: 총 3,726명
- 2011년 3월 1일 특수학급 1학급 신설
- 2012년 9월 1일 제25대 연규영 교장 취임
- 2012년 12월 8일 체육시설(그네, 늑철봉, 구름다리, 장벽넘기틀, 시소, 넓이뛰기장) 설치
- 2013년 3월 1일 초빙교사제 실시, 2013학년도, 2015학년도 각 1명
- 2013년 3월 9일 토요방과후(영어회화, 영어연극반), 토요돌봄, 토요스포츠데이 운영
- 2013년 5월 1일 돌봄교실 '꿈바라기 돌봄방' 리모델링 개설(1학년 교실)
- 2013년 6월 18일 유치원 화장실 바닥 및 시설 전반 리모델링
- 2013년 7월 2일 교육용(교사, 학생) 컴퓨터 및 모니터(20조) 전면 교체
- 2013년 8월 30일 교실, 유치원, 보건실, 급식소 출입문 교체 및 복도 리모델링
- 2013년 12월 20일 서고, 샤워실, 휴게공간 설치 및 부대 시설 확충
- 2014년 10월 2일 물탱크 교체 및 배관 보수 공사
- 2014년 11월 25일 학교 후문 교체(담장 일부 및 스테인레스 출입문 설치)
- 2014년 11월 28일 태양광 설비(5Kw) 무상 설치(시공사:OCI)
- 2015년 2월 13일 제75회 졸업식(6명 졸업) 총 졸업생 수: 3,778명
- 2015년 8월 31일 미끄럼틀, 회전놀이기구, 정글짐 설치
- 2016년 1월 21일 제13회 전국100대교육과정 우수학교 선정
- 2016년 2월 19일 제76회 졸업식(5명 졸업) 총 졸업생 수: 3783명
- 2019년 3월 1일 제27대 이정로 교장 취임
- 2019년 12월 24일 학부모 교육참여 우수사례 교육감 학교 표창
- 2020년 1월 19일 제80회 졸업식(3명 졸업) 총 졸업생 수: 3,807명

## 참고 자료
- 탄부초등학교 - 한국교육학술정보원 학교알리미